# Watchet
Watchet è un paese di 4 401 abitanti del Somerset, in Inghilterra.